# 트리플 매니아
트리플매니아는 매년 4월에서 8월사이에개최하는 AAA의 페이 퍼 뷰로서 1997년부터 개최되었다. 멕시코의 레슬매니아라 불린다.